# 15301 Марутессер
15301 Марутессер (15301 Marutesser) — астероїд головного поясу, відкритий 21 вересня 1992 року.
Тіссеранів параметр щодо Юпітера — 3,292.